# Characidae
Famille
Sous-familles de rang inférieur
- Characinae
- Aphyocharacinae
- Aphyoditeinae
- Bryconinae
- Characinae
- Cheirodontinae
- Gymnocharacinae
- Heterocharacinae
- Iguanodectinae
- Rhoadsiinae
- Salmininae
- Stethaprioninae
- Stevardiinae
- Tetragonopterinae[1]

Les Characidés (Characidae) ou Characins sont une famille de poissons tropicaux et subtropicaux d'eau douce appartenant à l'ordre des Characiformes. Elle est très répandue notamment en Amérique du Sud. C'est la quatrième plus grande famille de poissons avec 1122 espèces classées dans 146 genres. Cette famille a subi beaucoup de changements systématiques et taxonomiques. Parmi les poissons de la famille des Characidae, les plus populaires sont les tétras, notamment les genres Hemigrammus et Hyphessobrycon, ainsi que quelques formes connexes tels que le tétra aveugle et le tétra néon. Certains poissons de cette famille sont utilisés pour l'alimentation locale et incluent également des espèces populaires de poissons d'aquarium. La plus petite espèce atteint 13 millimètres, bien que beaucoup atteignent 3 centimètres.

## Systématique

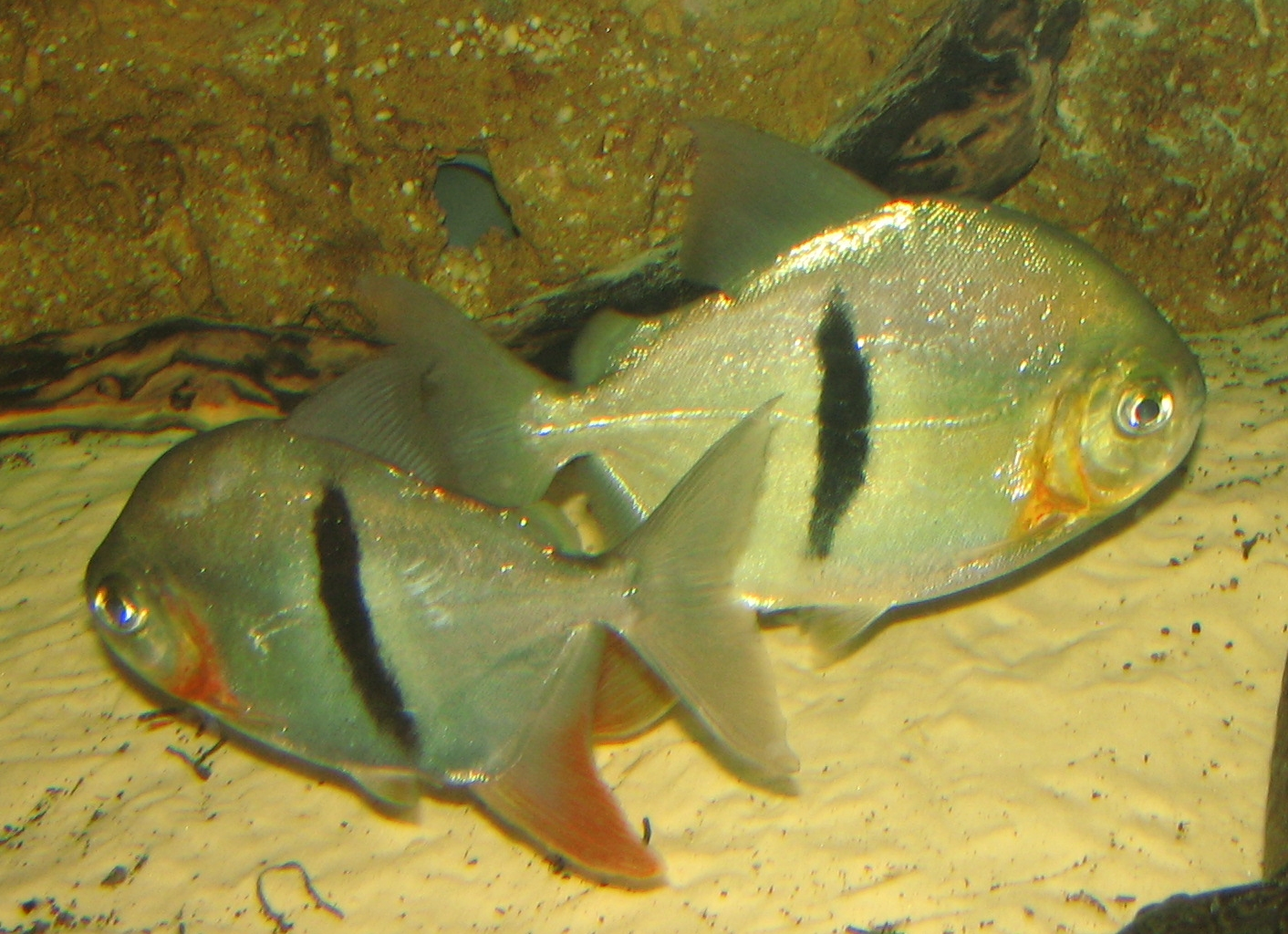
Les piranhas et apparentés comme Myleus schomburgkii pourraient être une famille distincte.

Cette famille a subi une grande quantité de changements systématiques et taxonomiques. La révision la plus récente a déplacé beaucoup d'anciens membres de la famille dans leurs propres familles apparentées mais distinctes - les « poissons crayons » du genre Nannostomus sont un exemple typique, ayant maintenant été déplacés dans la famille des  Lebiasinidae, les espèces prédatrices appartenant au genre Hoplias et Hoplerythrinus ont maintenant été déplacées dans la famille des Erythrinidae et les poissons à dents de sabre du genre Hydrolycus ont été déplacés dans la famille des Cynodontidae. L'ancienne sous-famille Alestiinae a été élevée au rang de famille Alestiidae et les sous-familles Crenuchinae et Characidiinae ont été déplacées dans la famille Crenuchidae.
D'autres genres et espèces de poissons qui étaient auparavant classés comme des membres de la famille des Characidae, ont été déplacés dans des familles séparées au cours de récentes révisions taxonomiques (après 1994) comprennent Acestrorhynchidae, Anostomidae, Chilodontidae, Citharinidae, Ctenoluciidae, Curimatidae, Distichodontidae, Gasteropelecidae, Hemiodontidae, Hepsetidae, Parodontidae, Prochilodontidae[réf. souhaitée], Serrasalmidae et Triporthidae.
Les piranhas, le plus grand groupe, ont été initialement classés comme appartenant à la famille des Characidae, mais diverses révisions ont conduit à les placer dans leur propre famille connexe, les Serrasalmidae. Cette réaffectation se doit encore de profiter de l'acceptation universelle, mais gagne en popularité parmi les taxonomistes qui travaillent avec ces poissons. Compte tenu de l'état actuel des flux des espèces de la famille des Characidae, un certain nombre d'autres changements auront sans doute lieu, la réaffectation d’espèces autrefois familières à d'autres familles. En effet, toute la phylogénie du super-ordre Ostariophysi - poissons possédant un appareil wébérien - n'a pas encore été réglée de façon concluante. Jusqu'à ce que la phylogénie soit réglée, les occasions pour encore plus de bouleversements au sein de la taxonomie des poissons characoïdes sont considérables.

## Répartition géographique
Ces poissons couvrent un grand territoire dans une grande variété d'habitats. Ils sont originaires d'Amérique du Sud-Ouest, du Texas et du Mexique, en passant par l'Amérique du Sud et centrale. Beaucoup de ces poissons proviennent de rivières ou des étangs, le tétra aveugle habite même dans les grottes.

## Liste des genres

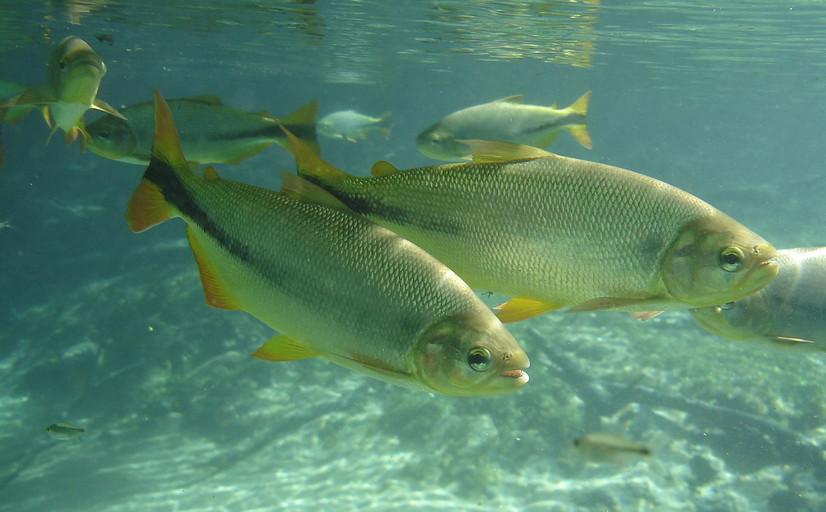
Brycon hilarii (Bryconinae)

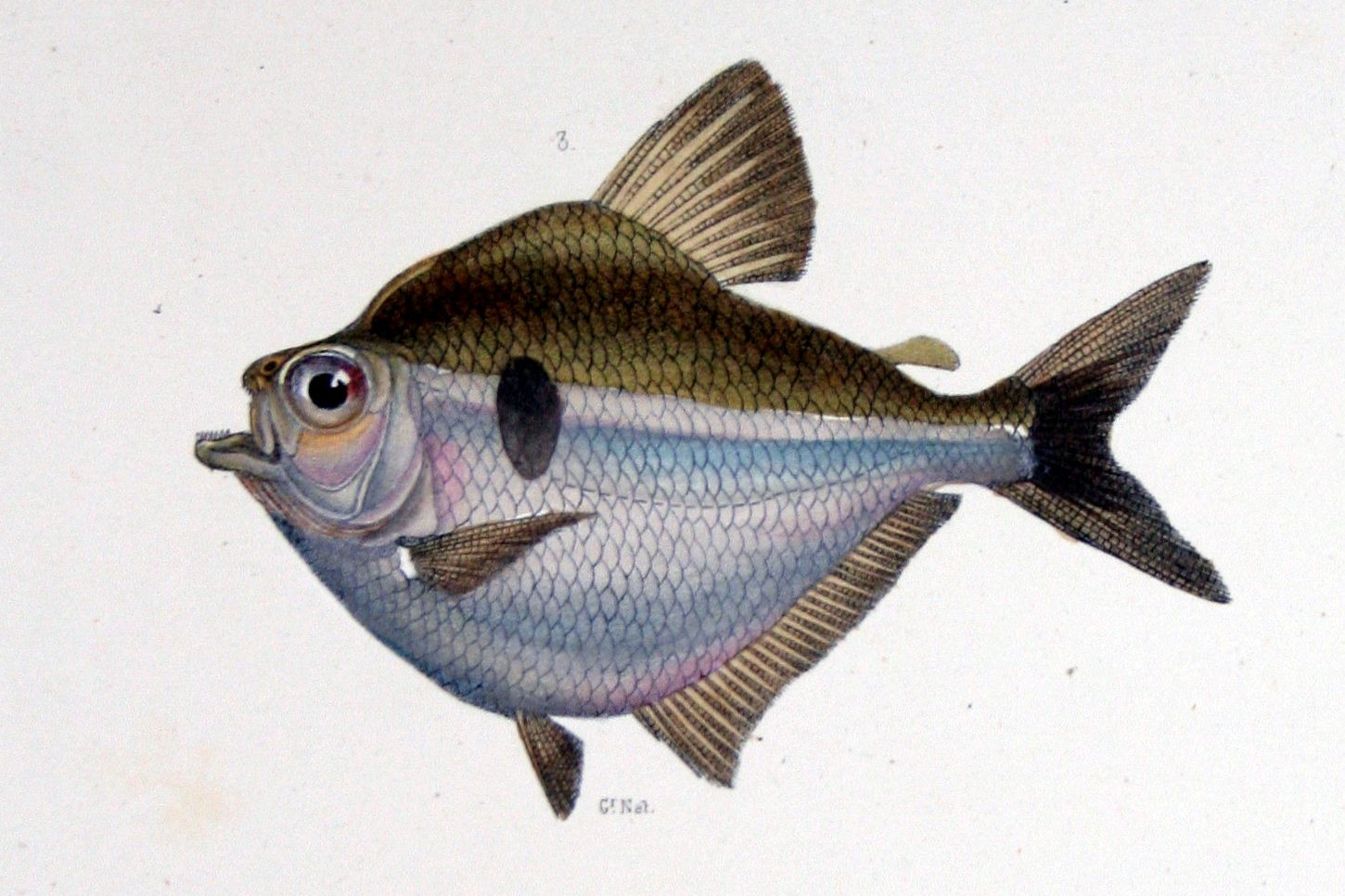
Brachychalcinus orbicularis (Stethaprioninae)

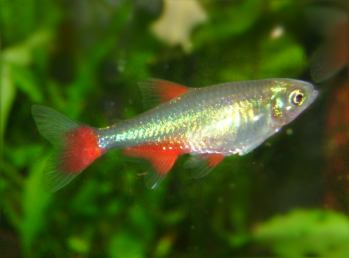
Aphyocharax anisitsi (Aphyocharacinae)

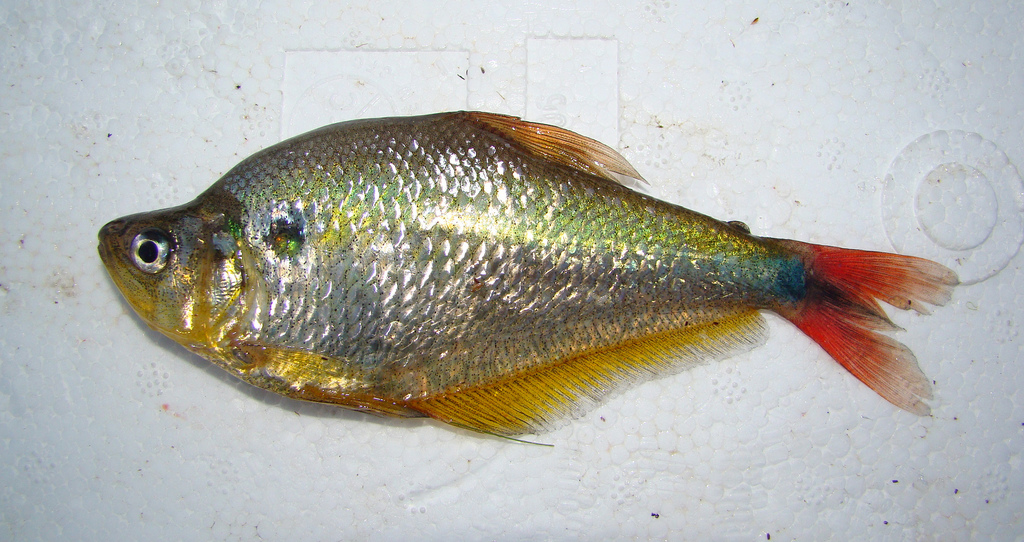
Charax stenopterus

Les sous-familles et tribus actuellement reconnues par la plupart sinon tous les auteurs, et leurs genres respectifs, sont :
Sous-famille du clade Spintherobolus
- Amazonspinther
- Spintherobolus

Sous-famille Stethaprioninae
- Tribu Rhoadsiini [clade Astyanax]
  - genre Astyanacinus
  - genre Astyanax
  - genre Carlana
  - genre Ctenobrycon
  - genre Inpaichthys
  - genre Nematobrycon
  - genre Oligosarcus
  - genre Parastremma
  - genre Psellogrammus
  - genre Rhoadsia
- Tribu Stygichthyini [clade Jupiaba]
  - genre Coptobrycon
  - genre Deuterodon
  - genre Erythrocharax
  - genre Jupiaba
  - genre Macropsobrycon
  - genre Myxiops
  - genre Parecbasis
  - genre Probolodus
  - genre Stygichthys
- Tribu Pristellini [clade Hemigrammus]
  - genre Aphyodite
  - genre Atopomesus
  - genre Axelrodia
  - genre Brittanichthys
  - genre Bryconella
  - genre Hasemania
  - genre Hemigrammus
  - genre Hyphessobrycon
  - genre Moenkhausia
  - genre Nematocharax
  - genre Paracheirodon
  - genre Parapristella
  - genre Petitella
  - genre Phycocharax[6]
  - genre Pristella
  - genre Thayeria
- Tribu Stethaprionini
  - genre Brachychalcinus
  - genre Gymnocorymbus
  - genre Orthospinus
  - genre Poptella
  - genre Stethaprion
  - genre Stichonodon
- Tribu Gymnocharacini
  - genre Bario
  - genre Dectobrycon
  - genre Ectrepopterus
  - genre Grundulus
  - genre Gymnocharacinus
  - genre Gymnotichthys
  - genre Hollandichthys
  - genre Pseudochalceus
  - genre Rachoviscus
  - genre Schultzites
- Tribu Scissorini
  - genre Genycharax
  - genre Leptobrycon
  - genre Microschemobrycon
  - genre Mixobrycon
  - genre Oligobrycon
  - genre Oxybrycon
  - genre Scissor
  - genre Serrabrycon
  - genre Thrissobrycon
  - genre Tucanoichthys
  - genre Tyttobrycon

Sous-famille Stevardiinae
- Tribu Eretmobryconini
  - genre Eretmobrycon
  - genre Markiana
- Tribu Xenurobryconini
  - genre Iotabrycon
  - genre Ptychocharax
  - genre Scopaeocharax
  - genre Tyttocharax
  - genre Xenurobrycon
- Tribu du clade Argopleura
  - genre Argopleura
- Tribu Glandulocaudini
  - genre Glandulocauda
  - genre Lophiobrycon
  - genre Mimagoniates
- Tribu Stevardiini
  - genre Chrysobrycon
  - genre Corynopoma
  - genre Gephyrocharax
  - genre Hysteronotus
  - genre Pseudocorynopoma
  - genre Pterobrycon
- Tribu Hemibryconini
  - genre Acrobrycon
  - genre Hemibrycon [Boehlkea]
- Tribu Creagrutini
  - genre Carlastyanax
  - genre Creagrutus
- Tribu Landonini
  - genre Landonia
- Tribu Phenacobryconini
  - genre Phenacobrycon
- Tribu Trochilocharacini
  - genre Trochilocharax
- Tribu Diapomini
  - genre Attonitus
  - genre Aulixidens
  - genre Bryconacidnus
  - genre Bryconamericus [Hypobrycon]
  - genre Caiapobrycon
  - genre Ceratobranchia
  - genre Cyanogaster[7]
  - genre Diapoma
  - genre Knodus
  - genre Lepidocharax
  - genre Microgenys
  - genre Monotocheirodon
  - genre Othonocheirodus
  - genre Phallobrycon
  - genre Piabarchus
  - genre Piabina
  - genre Planaltina
  - genre Rhinobrycon
  - genre Rhinopetitia

Sous-famille Characinae
- Tribu Protocheirodontini
  - genre Protocheirodon[8]
- Tribu Pseudocheirodontini
  - genre Nanocheirodon
  - genre Pseudocheirodon
- Tribu Aphyocharacini
  - genre Aphyocharacidium
  - genre Aphyocharax
  - genre Leptagoniates
  - genre Paragoniates
  - genre Phenagoniates
  - genre Prionobrama
  - genre Xenagoniates
- Tribu Cheirodontini
  - genre Cheirodon
  - genre Heterocheirodon
  - genre Prodontocharax
  - genre Saccoderma
- Tribu Compsurini
  - genre Acinocheirodon
  - genre Compsura
  - genre Ctenocheirodon[9]
  - genre Holoshesthes [Aphyocheirodon ; Cheirodontops]
  - genre Kolpotocheirodon
  - genre Odontostilbe
  - genre Serrapinnus
- Tribu Exodontini
  - genre Bryconexodon
  - genre Exodon
  - genre Roeboexodon
- Tribu Tetragonopterinae
  - genre Tetragonopterus
- Tribu Characini
  - genre Acanthocharax
  - genre Acestrocephalus
  - genre Charax
  - genre Cynopotamus
  - genre Galeocharax
  - genre Phenacogaster
  - genre Priocharax
  - genre Roeboides

### Anciens membres
Les Chalceidae, Iguanodectidae, Bryconidae et Heterocharacinae sont les clades les plus récents à être supprimés afin de maintenir le clade des Characidae monophylétique.
Sous-famille Iguanodectinae déplacée vers les Iguanodectidae
- genre Bryconops
- genre Iguanodectes
- genre Piabucus

Sous-famille Heterocharacinae déplacée vers les Acestrorhynchidae
- genre Gnathocharax
- genre Heterocharax
- genre Hoplocharax
- genre Lonchogenys

Sous-famille Bryconinae déplacée vers les Bryconidae
- genre Brycon
- genre Chilobrycon
- genre Henochilus

Sous-famille Salmininae déplacée vers les Bryconidae
- genre Salminus

Genres Incertae sedis
- genre Chalceus déplacée vers les Chalceidae

### GenresIncertae sedis

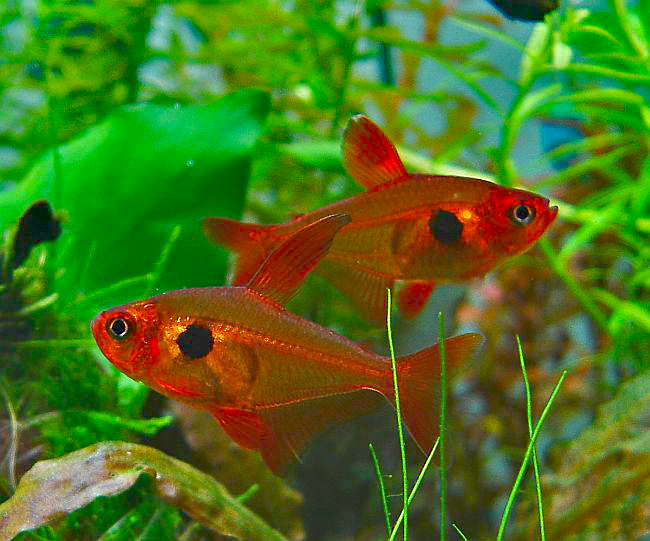
Hyphessobrycon sweglesi

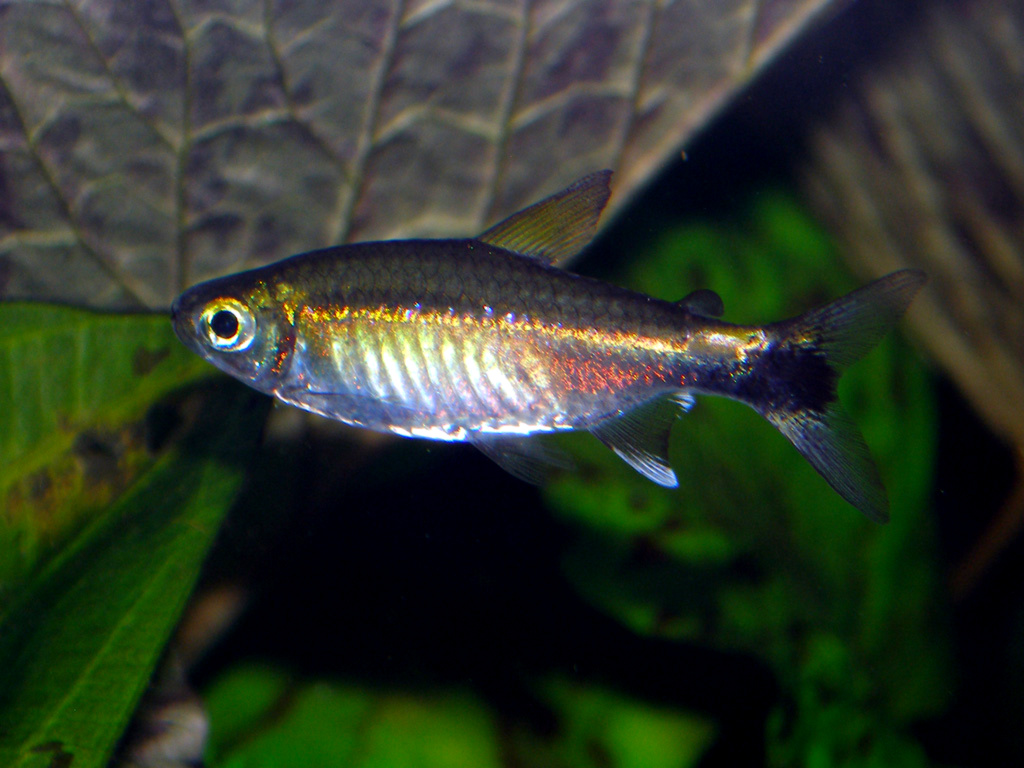
Hemigrammus hyanuary

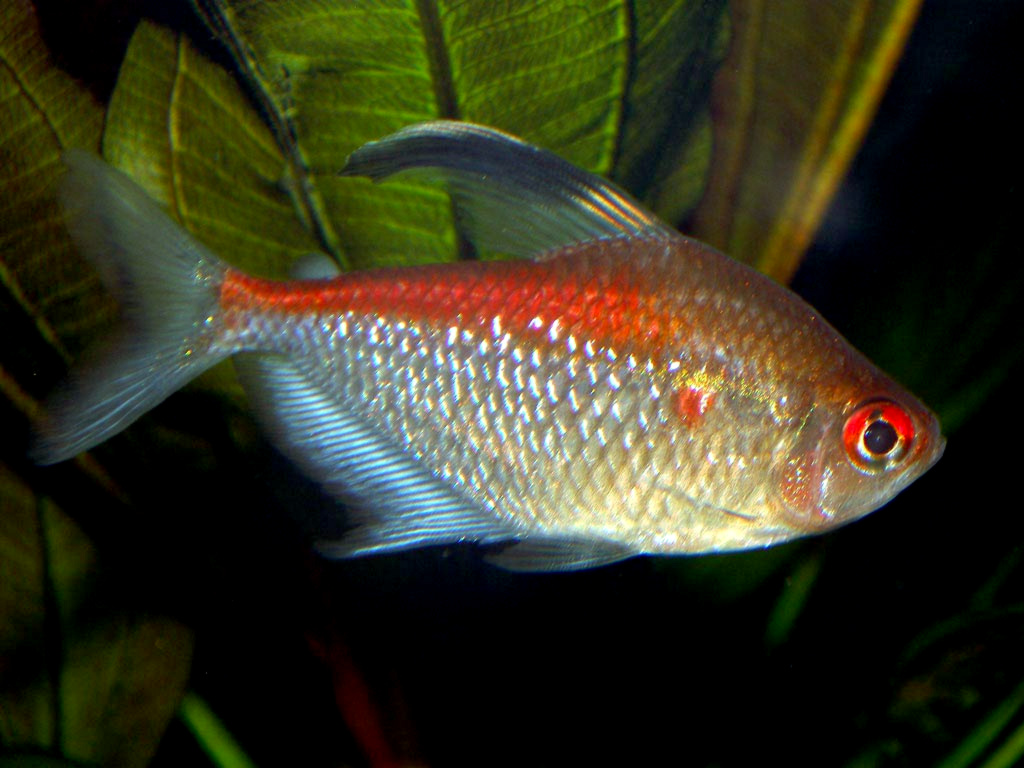
Hyphessobrycon pyrrhonotus

Un grand nombre de taxons dans cette famille sont incertae sedis. Les relations de beaucoup de poissons dans cette famille – en particulier les espèces traditionnellement placés dans la sous-famille Tetragonopterinae, qui était devenu une sorte de taxon poubelle, sont mal connus. Une étude phylogénétique globale pour toute la famille est nécessaire. Les genres Hyphessobrycon, Astyanax, Hemigrammus, Moenkhausia et Bryconamericus comptent le plus grand nombre d'espèces actuellement reconnues parmi les poissons characin mais, qui sont dans le besoin de révision ; Astyanax et Hyphessobrycon sont parmi les genres les plus anciens de cette famille. Ces genres ont été proposés à l'origine entre 1854 et 1908 et sont encore plus ou moins défini que par Carl H. Eigenmann en 1917, bien que diverses espèces aient été ajoutées à chaque genre depuis ce temps. La diversité anatomique au sein de chaque genre, le fait que chacun de ces groupes génériques à l'heure actuelle ne peut pas être bien défini, et le nombre élevé des espèces concernées sont les principales raisons de l'absence d'analyses phylogénétiques portant sur les relations entre les espèces au sein de ces «groupes» génériques.
- Astyanacinus
- Astyanax
- Atopomesus
- Bario
- Bramocharax
- Brittanichthys
- Bryconella
- Bryconops
- Ceratobranchia
- Chalceus
- Ctenobrycon
- Dectobrycon
- Deuterodon
- Ectrepopterus
- Erythrocharax[11]
- Genycharax
- Gymnotichthys
- Hasemania
- Hemigrammus
- Hollandichthys
- Hyphessobrycon
- Jupiaba
- Markiana
- Mixobrycon
- Moenkhausia
- Myxiops
- Oligobrycon
- Oligosarcus
- Paracheirodon
- Parapristella
- Petitella
- Phallobrycon
- Phenagoniates
- Pristella
- Probolodus
- Psellogrammus
- Pseudochalceus
- Schultzites
- Scissor
- Serrabrycon
- Stygichthys
- Thayeria
- Thrissobrycon
- Tucanoichthys